# 林禎二
林 禎二（はやし ていじ、1965年9月 - ）は、日本の外交官。
2021年12月から駐ブラジル日本国特命全権大使を務めている。

## 略歴
私立海城学園海城中学校卒（1981年）。同学園の天野賞を受賞するが、経済的理由からそのまま海城高校には進学せず、国立の東京学芸大学附属高等学校に進学、卒業（1984年）。
1988年、東京大学法学部卒、外務省に入省。1992年、 スペイン・マドリッド・ポリテクニカ大学 欧州研究専攻修士課程修了。
1997年  中南米局 中南米第２課首席事務官。
1999年  大蔵省（現財務省） 主計局 防衛係主査、中期防衛力整備計画、弾道ミサイル防衛。システムの研究開発予算等に従事
2001年　在アルゼンチン大使館 参事官、債務不履行（デフォルト）問題等に対応
2004年 経済協力開発機構（OECD）日本政府代表部 参事官、チリ等の新規加盟、東南アジア、ブラジル等の非加盟国へのアウトリーチ等を担当、加盟国拡大に関する財務専門家グループのメンバー。
2008年　外務省 経済局 知的財産室長、 模倣品・海賊版拡散防止条約（ACTA）交渉を主導。2009年　同 広報文化交流部 総合計画課長、東日本大震災への風評被害対策等に従事、震災１か月後には世界各国の有力紙に感謝の　メッセージを掲載、人気アイドルグループ嵐を起用した復興PRビデオ作成等に従事。2011年 同 経済局 経済連携課長、内閣官房 TPP 対策本部参事官（TPP 交渉官）を併任、任期中、TPP、日EU・EPA、RCEP（東アジア地域的な包括的経済連携）、日中韓FTA等の大型EPAをほぼ同時に交渉入りさせたほか、日豪EPA交渉を妥結させた。
2014年 在中華人民共和国大使館 公使（経済部長） 、日中社会保障協定交渉、中国インターネット通販最大手のアリババ集団と連携した日本米の販売促進等に従事。
2017年 外務省 大臣官房参事官（中南米局，経済局担当,　G7及びG20のサブシェルパ）、シャルボワ（カナダ）G7サミット、ブエノスアイレス（アルゼンチン）G20サミットの合意文書交渉等に従事。2018年 同 大臣官房参事官（国会担当）。2019年 同 総括審議官、公文書監理官を兼務。2020年 同 中南米局長、茂木大臣の２回の中南米訪問に同行。
2021年11 月- 駐ブラジル日本国特命全権大使、22年３月にジャイール・ボルソナーロ大統領の大使公邸訪問を実現（現役大統領としては異例）、同年７月、炭素取引等を含む気候変動対策等についての日ブラジル協力の覚書に署名

## 同期
- 青木豊（23年アルメニア大使）
- 赤松武（22年国際民間航空機関代表部大使）
- 岩﨑一郎（09年一橋大学経済研究所教授）
- 一方井克哉（22年ニジェール兼轄、 21年コートジボワール大使（トーゴ兼轄））
- 内川昭彦（23年モントリオール総領事）
- 宇山秀樹（22年デンマーク大使・20年欧州局長）
- 岡田健一（21年香港総領事）
- 小野啓一（24年インド兼ブータン大使、22年外務審議官（経済担当）・22年外務省経済局長・20年地球規模課題審議官）
- 小野日子（24年ハンガリー大使・22年外務報道官・21年外務省経済局長・内閣広報官）
- 海部篤（23年ウィーン代表部大使・21年軍縮不拡散・科学部長・20年儀典長）
- 小泉勉（24年ラオス大使、22年中華人民共和国大使館特命全権公使、20年外務省研修所長）
- 小林賢一（24年・特命全権大使（国際貿易・経済担当）・21年ラオス大使）
- 佐々山拓也（24年ウガンダ大使・20年トロント総領事）
- 鈴木光太郎（22年ボストン総領事・20年イラク大使）
- 髙杉優弘（21年コロンビア大使）
- 達増拓也（07年岩手県知事）
- 堤尚広（24年特命全権大使（人権担当兼国際平和貢献担当）・20年南スーダン大使）
- 平野隆一（24年人事院事務総局審議官・21年在ロシア大使館 特命全権公使・20年内閣官房国際テロ情報集約室次長・16年ユジノサハリンスク総領事）
- 船越健裕（25年外務事務次官・23年外務審議官（政務担当）・20年アジア大洋州局長）
- 松本太（22年イラク大使・19年ニューヨーク領事）
- 柳淳（23年シカゴ総領事・21年内閣審議官兼内閣情報調査室次長兼国際テロ情報集約室次長、18年在オーストリア大使館 公使）